# 地狱犬
地獄犬（Hellhound）是歐洲的神話和民間傳說中，來自陰間或地獄，會噴火的惡魔犬。

## 各個傳說的地獄犬
- 刻耳柏洛斯
- 加姆
- 黑犬
- 犬魔

## 外部連結
- Hellhounds, Werewolves and the Germanic Underworld